# Luke Whitehouse
Luke Whitehouse (2 luglio 2002) è un ginnasta britannico.

## Biografia

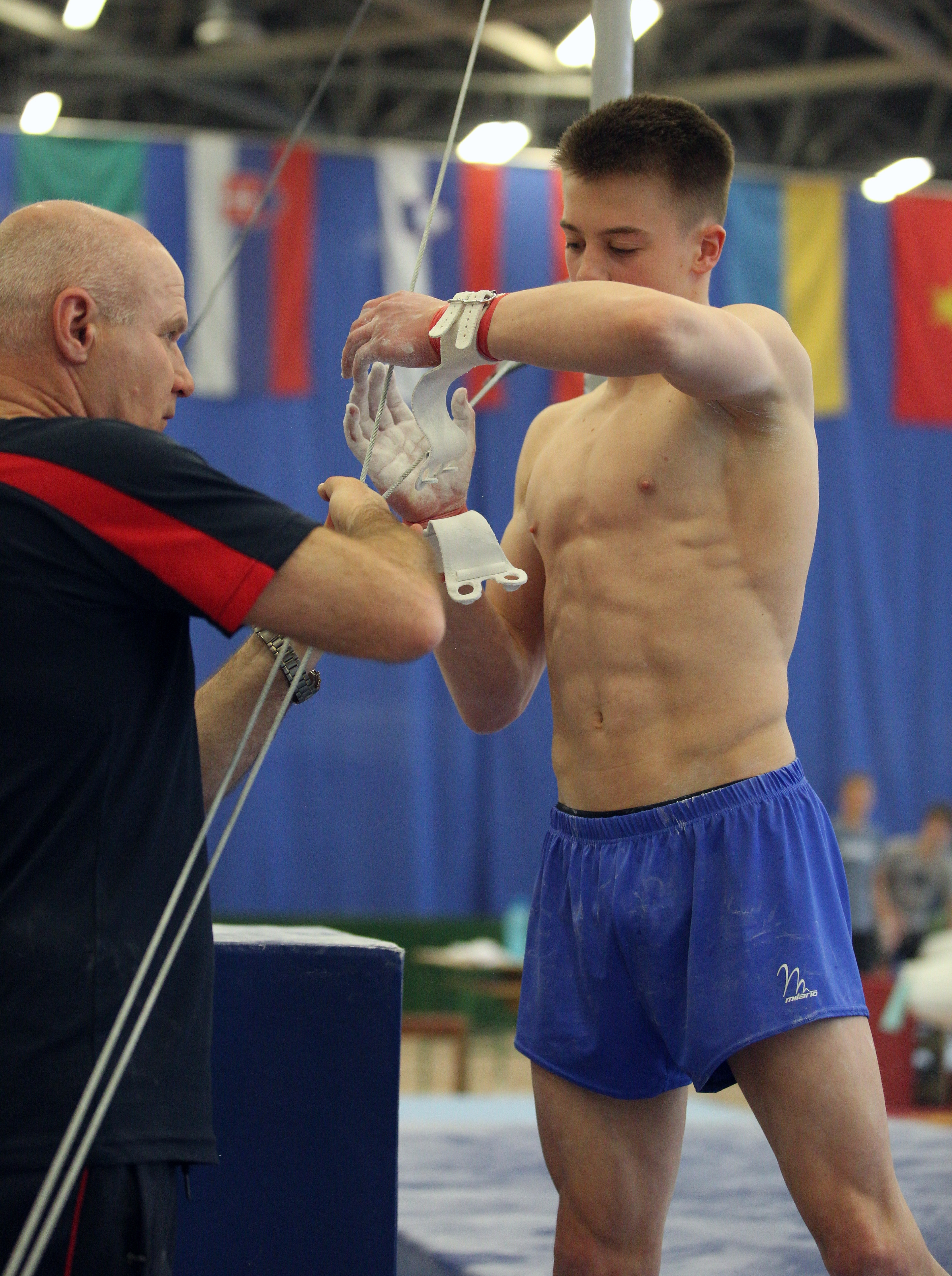
Luke Whitehouse nel 2019

Studia Sport and Exercise Therapy presso la Leeds Beckett University. È tesserato per il Leeds Gymnastics Club. È allenato da Andy Butcher, Dave Murray e Tom Rawlinson.
Ha fatto parte della spedizione britannica al Festival olimpico della gioventù europea di Baku 2019.
Agli europei individuali di Adalia 2023 si è laureato campione continentale nel corpo libero, precedendo sul podio l'israeliano Artem Dolgopyat e il tedesco Milan Hosseini. Ha vinto inoltre la medaglia di bronzo nel concorso a squadre con Jake Jarman, Joshua Nathan, Adam Tobin e Courtney Tulloch.

## Palmarès
- Europei individuali

Adalia 2023: oro nel corpo libero; bronzo nel concorso a squadre;l